# Urelite

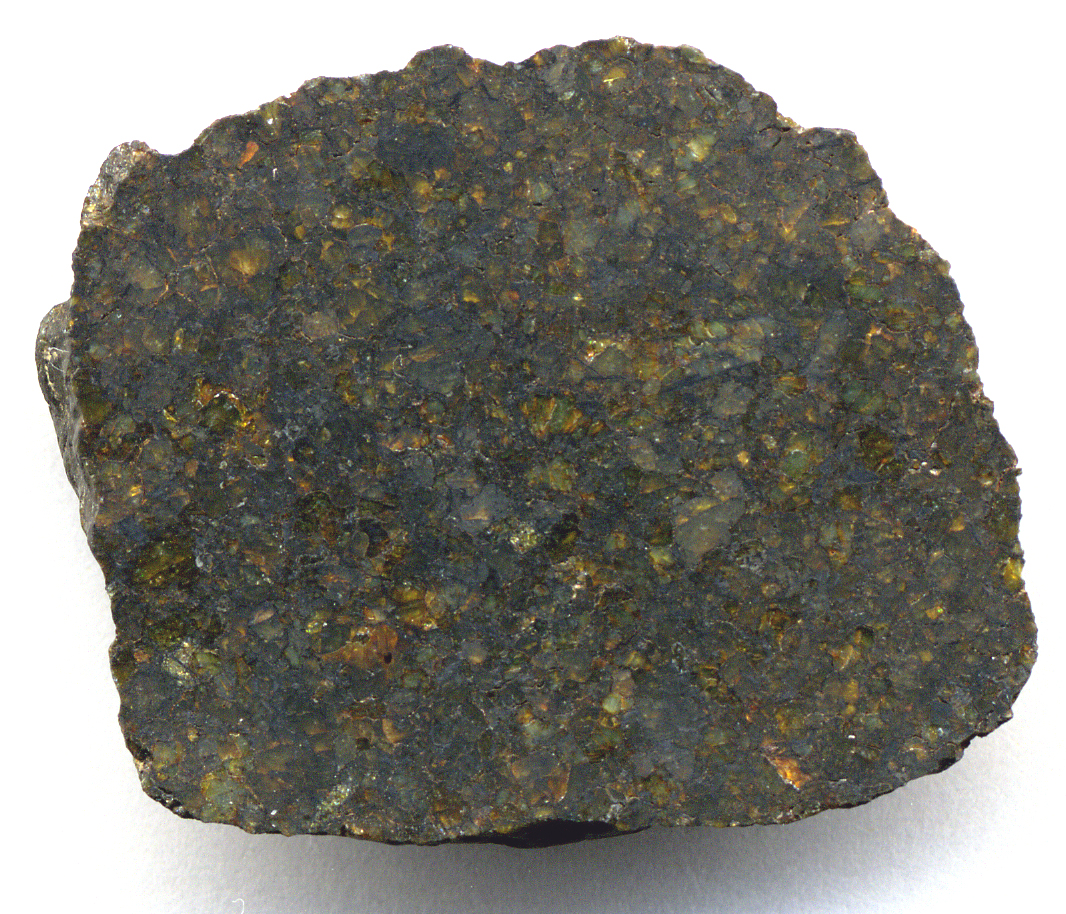
Frammento levigato dell'urelite NWA 4231 (dimensione 2,9 cm). I cristalli verdastri sono olivina, mentre i cristalli scuri, pirosseno.

L'Urelite o Ureilite è un raro tipo di meteorite rocciosa che ha una singolare composizione mineralogica molto dissimile da altri tipi di meteorite rocciose. Si tratta di un tipo di meteorite di colore grigio scuro, che prende il nome dal villaggio di Novy Urey (Cirillico: Новый Урей), Oblast di Mordovia in Russia, dove un meteorite di questo tipo fu ritrovato il 4 settembre 1886. Alcune di queste furono anche denominate Goalpara, dalla città di (Goalpara, Assam India), dove questi oggetti caddero. Il 7 ottobre 2008, un piccolo asteroide 2008 TC3 entrò nell'atmosfera terrestre ed esplose a una quota stimata di 37 km (23 mi) ad disopra del Deserto nubiano in Sudan. Frammenti di questo asteroide furono ritrovati nel dicembre dello stesso anno e furono identificati come ureilite.

## Composizione
Il nome scientifico dell'ureilite potrebbe essere olivina-pigeonite acondrite. Rispetto a molte altre meteoriti rocciose, l'ureilite presenta un'alta percentuale di carbonio (in media il 3% in peso), presenti in forma di grafite o nanodiamanti. Tali diamanti, aventi dimensioni di qualche micron, derivano probabilmente dall'alta pressione originata dalla collisione dell'oggetto genitore con altri asteroidi.
Le Ureiliti possono essere divise in due sottocategorie: monomicti e polimicti. Le Ureiliti monomictiche presentano grani di olivina solitamente più abbondanti del pirosseno, al contrario le polimictiche presentano una mistura di composizione più differente.

## Origine
Sconosciuta. Qualche gruppo di queste meteoriti potrebbero provenire da un oggetto molto massiccio (ad es. Marte, Luna, 4 Vesta), ma finora non è stato identificato con sicurezza un oggetto genitore. Prima del recente impatto con la terra, 2008 TC3 fu identificato come un Asteroide tipo F, quindi una Acondrite.